# Facies adenoidea
La facies adenoidea è una conseguenza di un'ipertrofia delle tonsille tubariche o della tonsilla faringea.

## Epidemiologia
Tale ipertrofia è comune nei bambini. Si tratta di una rara patologia poiché si riescono a correggere i primi accenni della sintomatologia prima che essa si manifesti completamente.

## Eziologia
Essa provoca un'ostruzione sia dell'orifizio faringeo della tuba uditiva (che porta il soggetto a diventare audioleso manifestandosi con "la sensazione delle orecchie chiuse") sia delle coane (che porta alla impossibilità o alla difficoltà a respirare con il naso). Il fatto che il bambino non riesca a respirare bene con il naso lo costringe a respirare con la bocca, il che, essendo le sue ossa non ancora del tutto sviluppate, porta allo sviluppo anomalo del palato duro che si sviluppa verticalmente poiché la bocca aperta impedisce alla lingua di premere su questo  punto adeguatamente.

## Sintomatologia
Il bambino mostra un viso allungato, la tendenza ad aprire la bocca ed è audioleso.

## Terapia
La soluzione definitiva è quella chirurgica con l'asportazione delle ghiandole ipertrofiche, non sempre in modo totale (anche se la porzione rimanente potrebbe causare recidive). È inoltre possibile che il liquido che ristagna nell'orecchio medio, dovuto a un cattivo drenaggio da parte della tuba di Eustachio, che sbocca in rinofaringe mediante l'orifizio faringotimpanico (e che in caso di ipertrofia adenoidea viene spesso occluso), dia luogo a infezioni: ciò può rendere necessaria una miringotomia per svuotare l'orecchio medio dal contenuto purulento e lavarlo con soluzioni antibiotiche, a cui si aggiungerà una terapia antibiotica per via generale. Si effettua, una volta risolta la patologia, un'eventuale miringoplastica, per ripristinare la funzione uditiva del paziente.